# Sabí (retòric)
Sabí (grec antic: Σαβῖνος, llatí: Sabinus) va ser un sofista i retòric probablement nadiu de Seugma, que va florir en temps de l'emperador Hadrià.
Va escriure una obra en quatre llibres titulat Εἰσαγωγὴ καὶ ύποθέσεις μελετητικῆς ὕλης i uns comentaris sobre Tucídides, Acusilau, i altres autors grecs. També va escriure alguna obra exegètica o interpretativa.